# Bijenkorf-literatuurprijs
De Bijenkorf-literatuurprijs is een boekenprijs uitgereikt door De Bijenkorf. De prijs werd uitgereikt in 1956 en 1957, en werd in 1958 vervangen door de Boekenmarkt-prijs.
De Bijenkorf-prijs bedroeg 2000 gulden en werd toegekend aan een recente roman, verhalenbundel of biografie.

## 1956
Toegekend aan Gerda van Walcheren voor de roman Scherven langs de hemel
De jury bestond uit:
- N.A. Donkersloot
- Ben van Eysselsteijn
- Jeanne van Schaik-Willing
- Gabriël Smit
- Garmt Stuiveling

## 1957
Toegekend aan Harry Mulisch voor zijn roman Het zwarte licht
De jury bestond uit:
- Anna Blaman
- Remco Campert
- Ben van Eysselsteijn
- Maurice Roelants
- Jeanne van Schaik-Willing